# 1981-es magyar úszóbajnokság
Az 1981-es magyar úszóbajnokságot augusztusban rendezték meg a Komjádi Béla Sportuszodában.

## Eredmények

### Férfiak
| Versenyszám            | Arany                                                                  | Arany    | Ezüst                                                                  | Ezüst    | Bronz                                                                | Bronz    |
| ---------------------- | ---------------------------------------------------------------------- | -------- | ---------------------------------------------------------------------- | -------- | -------------------------------------------------------------------- | -------- |
| 100 m gyorsúszás       | Kovács Ottó Bp. Honvéd                                                 | 53,46    | Szalkai Attila Bp. Spartacus                                           | 54,72    | Nagy Sándor Újpesti Dózsa                                            | 55,01    |
| 200 m gyorsúszás       | Nagy Sándor Újpesti Dózsa                                              | 1:54,96  | Wladár Sándor Újpesti Dózsa                                            | 1:56,00  | Kovács Ottó Bp. Honvéd                                               | 1:56,81  |
| 400 m gyorsúszás       | Nagy Sándor Újpesti Dózsa                                              | 4:00,87  | Wladár Zoltán Újpesti Dózsa                                            | 4:02,25  | Wladár Sándor Újpesti Dózsa                                          | 4:06,94  |
| 1500 m gyorsúszás      | Wladár Zoltán Újpesti Dózsa                                            | 15:49,80 | Nagy Sándor Újpesti Dózsa                                              | 16:15,20 | Szebellédi Péter Bp. Honvéd                                          | 16:21,29 |
| 100 m hátúszás         | Wladár Sándor Újpesti Dózsa                                            | 57,98    | Wierdl Máté Bp. Honvéd                                                 | 1:01,22  | Molnár Gábor Bp. Spartacus                                           | 1:01,57  |
| 200 m hátúszás         | Wladár Sándor Újpesti Dózsa                                            | 2:02,03  | Verrasztó Zoltán Bp. Honvéd                                            | 2:09,74  | Horváth Zsolt Ferencvárosi TC                                        | 2:10,75  |
| 100 m mellúszás        | Kovács József Bp. Spartacus                                            | 1:06,43  | Dzvonyár János Bp. Spartacus                                           | 1:07,32  | Vermes Albán Újpesti Dózsa                                           | 1:08,43  |
| 200 m mellúszás        | Vermes Albán Újpesti Dózsa                                             | 2:23,16  | Kovács József Bp. Spartacus                                            | 2:26,00  | Hargitay András Bp. Honvéd                                           | 2:28,40  |
| 100 m pillangóúszás    | Varga Péter Debreceni Dózsa                                            | 57,38    | Kálló István BVSC                                                      | 58,58    | Szalkai Attila Bp. Spartacus                                         | 58,88    |
| 200 m pillangóúszás    | Kálló István BVSC                                                      | 2:05,84  | Mészáros Gábor Bp. Honvéd                                              | 2:07,95  | Szokol Tamás Bp. Spartacus                                           | 2:12,38  |
| 200 m vegyes úszás     | Verrasztó Zoltán Bp. Honvéd                                            | 2:09,21  | Hargitay András Bp. Honvéd                                             | 2:11,27  | Molnár Gábor Bp. Spartacus                                           | 2:12,82  |
| 400 m vegyes úszás     | Wladár Sándor Újpesti Dózsa                                            | 4:30,13  | Hargitay András Bp. Honvéd                                             | 4:34,74  | Verrasztó Zoltán Bp. Honvéd                                          | 4:38,05  |
| 4 × 100 m gyorsváltó   | Bp Spartacus Szalkai Attila Szondi György Molnár Gábor Süveg Béla      | 3:36,81  | Bp. Honvéd Kovács Ottó Verrasztó Zoltán Hargitay András Mészáros Gábor | 3:39,58  | Újpesti Dózsa Wladár Sándor Nagy Sándor László Frigyes Wladár Zoltán | 3:41,56  |
| 4 × 200 m gyorsváltó   | Újpesti Dózsa László Frigyes Wladár Zoltán Nagy Sándor Wladár Sándor   | 7:59,00  | Bp. Honvéd Mészáros Gábor Hargitay András Szebellédi Péter Kovács Ottó | 8:08,41  | Bp. Spartacus Szalkai Attila Szondi György Süveg Béla Molnár Gábor   | 8:14,96  |
| 4 × 100 m vegyes váltó | Bp. Spartacus Molnár Gábor Dzvonyár János Szalkai Attila Szondi György | 3:59,79  | Bp. Honvéd Wierdl Máté Hargitay András Mészáros Gábor Kovács Ottó      | 4:06,48  | Újpesti Dózsa Wladár Sándor Vermes Albán Legeza Péter Nagy Sándor    | 4:10,05  |

### Nők
| Versenyszám            | Arany                                                                 | Arany   | Ezüst                                                     | Ezüst   | Bronz                                                                       | Bronz   |
| ---------------------- | --------------------------------------------------------------------- | ------- | --------------------------------------------------------- | ------- | --------------------------------------------------------------------------- | ------- |
| 100 m gyorsúszás       | Orosz Andrea Bp. Spartacus                                            | 58,55   | Ardai Andrea KSI                                          | 1:00,34 | Németh Lívia BVSC                                                           | 1:00,86 |
| 200 m gyorsúszás       | Fodor Ágnes Eger SE                                                   | 2:07,27 | Kálmán Andrea Bp. Honvéd                                  | 2:09,19 | Ardai Andrea KSI                                                            | 2:10,26 |
| 400 m gyorsúszás       | Fodor Ágnes Eger SE                                                   | 4:24,24 | Kálmán Andrea Bp. Honvéd                                  | 4:31,53 | Pócsai Andrea Vasas SC                                                      | 4:32,90 |
| 800 m gyorsúszás       | Pócsai Andrea Vasas SC                                                | 9:28,71 | Sass Katalin Orvosegyetem SC                              | 9:36,24 | Peimli Piroska Miskolci VSC                                                 | 9:39,92 |
| 100 m hátúszás         | Kálmán Andrea Bp. Honvéd                                              | 1:05,24 | Szentirmai Andrea Orvosegyetem SC                         | 1:06,00 | Fodor Ágnes Eger SE                                                         | 1:06,30 |
| 200 m hátúszás         | Kálmán Andrea Bp. Honvéd                                              | 2:18,48 | Szentirmai Andrea Orvosegyetem SC                         | 2:19,36 | Fodor Ágnes Eger SE                                                         | 2:24,05 |
| 100 m mellúszás        | Kindl Gabriella Bp. Spartacus                                         | 1:13,38 | Gulyás Klára Bp. Spartacus                                | 1:16,27 | Kolsói Andrea Bp. Spartacus                                                 | 1:17,96 |
| 200 m mellúszás        | Gulyás Klára Bp. Spartacus                                            | 2:42,23 | Kindl Gabriella Bp. Spartacus                             | 2:42,65 | Kertész Zsuzsa Bp. Honvéd                                                   | 2:44,56 |
| 100 m pillangóúszás    | Miklósfalvi Éva BVSC                                                  | 1:04,13 | Gulyás Klára Bp. Spartacus                                | 1:05,52 | Szlavitsek Gizella Újpesti Dózsa                                            | 1:06,23 |
| 200 m pillangóúszás    | Miklósfalvi Éva BVSC                                                  | 2:17,48 | Pócsai Andrea Vasas SC                                    | 2:21,64 | Pócsai Csilla Vasas SC                                                      | 2:21,65 |
| 200 m vegyes úszás     | Gulyás Klára Bp. Spartacus                                            | 2:22,11 | Pócsai Andrea Vasas SC                                    | 2:24,42 | Pócsai Csilla Vasas SC                                                      | 2:25,64 |
| 400 m vegyes úszás     | Gulyás Klára Bp. Spartacus                                            | 4:55,24 | Pócsai Andrea Vasas SC                                    | 5:01,20 | Pócsai Csilla Vasas SC                                                      | 5:04,85 |
| 4 × 100 m gyorsváltó   | Bp. Spartacus Csikány Csilla Hegedűs Ágnes Gulyás Klára Orosz Andrea  | 4:04,89 | Eger SE Molnár Judit Lázár Rita Havasi Emőke Fodor Ágnes  | 4:07,57 | BVSC Németh Lívia Belák Brigitta Fekete Edit Miklósfalvi Éva                | 4:13,36 |
| 4 × 100 m vegyes váltó | Bp. Spartacus Gulyás Klára Kolsói Andrea Kindl Gabriella Orosz Andrea | 4:32,24 | Eger SE Fodor Ágnes Koncz Csilla Rafael Irén Havasi Emőke | 4:37,13 | Bp. Honvéd Kálmán Andrea Kertész Zsuzsa Rakolczai Erika Verrasztó Gabriella | 4:39,59 |

## Csúcsok
A bajnokság során az alábbi csúcsok születtek:
| Esemény                       | Idő     | Név                                                    | Csapat        | Csúcs                                        |
| ----------------------------- | ------- | ------------------------------------------------------ | ------------- | -------------------------------------------- |
| Férfi 100 méteres gyorsúszás  | 53,46   | Kovács Ottó                                            | Bp. Honvéd    | Országos felnőtt                             |
| Férfi 100 méteres hátúszás    | 53,37   | Kovács Ottó                                            | Bp. Honvéd    | Országos felnőtt                             |
| Női 100 méteres gyorsúszás    | 58,55   | Orosz Andrea                                           | Bp. Spartacus | Országos felnőtt, ifjúsági, serdülő, gyermek |
| Női 400 méteres gyorsúszás    | 4:24,79 | Fodor Ágnes                                            | Eger SE       | Országos felnőtt, ifjúsági                   |
| Női 400 méteres gyorsúszás    | 4:24,24 | Fodor Ágnes                                            | Eger SE       | Országos felnőtt, ifjúsági                   |
| Női 200 méteres pillangóúszás | 2:21,64 | Pócsai Andrea                                          | Vasas SC      | Országos ifjúsági, serdülő                   |
| Női 200 méteres vegyesúszás   | 2:22,11 | Gulyás Klára                                           | Bp. Spartacus | Országos serdülő                             |
| Női 400 méteres vegyesúszás   | 4:55,24 | Gulyás Klára                                           | Bp. Spartacus | Országos felnőtt, ifjúsági, serdülő          |
| Női 4 × 100 m gyorsváltó      | 4:04,89 | Csikány Csilla Hegedűs Ágnes Gulyás Klára Orosz Andrea | Bp. Spartacus | Országos ifjúsági, serdülő                   |